# Union Vale (Santa Lucía)
Union Vale es una localidad de Santa Lucía, que forma parte de los distritos de Choiseul y Soufrière. 